# راشد حسني
الفريق أحمد راشد حسني باشا (1258هـ - 1299هـ/1882) قائد عسكري مصري. ولد بالقوقاز لأسرة شركسية الأصل، وتوجه إلى الأستانة في التاسعة من عمره، ثم إلى مصر في الحادية عشرة؛ فتعلم في إحدى مدارسها العسكرية، وأوفد في بعثة عسكرية إلى فرنسا عام 1854م لمدة سنتين، وتقدم في الجيش المصري برتبة ملازم أول بالبلوك الثالث من أورطة الشخشانة بالقلعة.

## سيرته العسكرية
قاد اللواء السابع المصري في الحملة المصرية على كريت لمساعدة الدولة العثمانية عام 1865م حيث انتصر على الثوار ونال رتبة اللواءعام 1867م كما مُنح رتبة الفريق في نفس العام تقديرا لانتصاراته وشجاعته. وعين في عام 1876 ياورا للخديوي إسماعيل. * عيّن في عام 1876م قائدا للحملة المصرية لمساعدة الدولة العثمانية في حرب البلقان، حيث أحرزت القوات المصرية انتصارات باهرة.
استًغني عن خدماته في الجيش عام 1861م وعُيّن في دائرة تفتيش أقاليم الوجه القبلي. أًعيد للخدمة في الجيش عام 1862م وتولى قيادة الآلاي الرابع في كسلا في السودان ثم خدم في الحجاز ثم عاد إلى السودان لقيادة العساكر السودانية في بربرة.
عًيّن عام 1879م سر ياوراً للخديوي توفيق، وعضوا في اللجنة العسكرية الخاصّة بتعديل القوانين والنظم العسكرية.

### الثورة العرابية
عقب الثورة العرابية، تآمر بعض الضباط الشراكسة لقتل عرابي وأصحابه، وقد نمى ذلك إلى علم عرابي من طلبة عصمت باشا قائد اللواء الأول، الذي علم به بدوره من راشد أنور أفندي، الذي كان من بين المتآمرين ولكنه أفشى سرهم.
وفي 12 أبريل 1882 قبض على 19 ضابطًا من المتآمرين، وعُقد مجلس عسكري لمحاكمتهم برئاسة الفريق راشد حسني بعد موافقة الخديو توفيق، وبعد عشرة أيام بلغ عدد المقبوض عليهم 48 ضابطًا من بينهم عثمان باشا رفقي وزير الحربية السابق، وقد قضى المجلس العسكري بإدانة أربعين رجلًا ـ كان من بينهم عثمان رفقي ـ وتجريدهم جميعًا من ألقابهم ونفيهم إلى السودان، عوقب بهذا العقاب اثنان من المدنيين وأحيل خمسة إلى المحاكم الأهلية، وعوقب راتب باشا بالحرمان من العودة إلى مصر فإذا عاد نفي من فوره، وذكر المجلس أن الخديو إسماعيل هو الذي دبر المؤامرة، واقترح أن ينظر مجلس الوزراء في مرتباته.

### مقاومة الاحتلال الإنجليزي لمصر
عندما هدد الإنجليز مصر، انضم راشد حسني إلى الجيش المقاوم تحت قيادة أحمد عرابي، وتولّى قيادة خطوط الدفاع المصرية في الجبهة الشرقية. واشترك في معركة المسخوطة والقصاصين.
في 25 أغسطس، دارت في المسخوطة معركة عنيفة بين الجيشين المصري والإنجليزي، أبلى فيها القائد المصري راشد حسني بلاءً حسنًا، ولكن تكاثر الإنجليز اضطره إلى الانسحاب، وكان من بين خسائر الجيش المصري في هذه المعركة أسر محمود باشا فهمي رئيس أركان حرب الجيش. وفي اليوم ذاته استولى الإنجليز على المحسمة، وكانت خسائر المصريين فيها سبعة مدافع وكمية كبيرة من البنادق وقطارًا محملًا بالذخيرة.
ثم واصل راشد حسني بلاءه الحسن في معركة القصاصين، وأوقع وجنوده بالإنجليز خسائر جمة، وكادوا يظفرونن بالنصر لولا إصابة راشد حسني بطلق ناري أعجزه عن مواصلة القتال، ولما ذاع الخبر بين المصريين بدؤوا يتقهقرون، وحاول القائد المصري علي فهمي الديب استرجاع المواقع المصرية فلم يتمكن.
عولج راشد حسني من إصابته ثم أُودِع السجن بعد شفائه بأمر السلطات البريطانية بعد انتصارها واحتلالها لمصر. قال عنه مصطفى كامل في كتابه «المسألة الشرقية»: «وكان معهم - أي العساكر المصرية - الشهم الصادق راشد حسنى باشا».
وقد عًرِف بلقبه (ابي شنب فضّة) لوجود اصفرار في شاربيه. فارق الحياة سنة (1299هـ/1882).